# Automeris herse
Automeris herse är en fjärilsart som beskrevs av Hoffmann 1942. Automeris herse ingår i släktet Automeris och familjen påfågelsspinnare. Inga underarter finns listade i Catalogue of Life.